# Coffee Fellows
Coffee Fellows (ang. Towarzysze Kawy) – niemiecka sieć kawiarni założona w 1999 roku w Monachium przez 	Kathrin Tewes i Stefana Tawesa. Od 2008 roku sieć ma w Niemczech około 209 kawiarni, a większość z nich jest franczyzowa. Dzięki temu Coffee Fellows jest największą siecią kawiarni od czasu, gdy wyprzedziła Starbucksa z liczbą 159 sklepów.

## Historia
Kathrin Tewes, założycielka Coffee Fellows, była zainspirowana kawową kulturą w Kanadzie. Zainspirowało ją to do założenia własnej sieci kawiarni. Pierwsza lokacja powstała na Leopoldstraße w Monachium i została otwarta 1 września 1999 roku. Gdy w 2004 roku została pierwsza kawiarnia franczyzowa, powstał slogan firmy Feel at Home (Poczuj się jak w domu).
Coffee Fellows przejmuje 25 kawiarni Coffeeshop Company, które są wynajmowane głównie w centrach handlowych we wschodnich i północnych Niemczech. Ponieważ Coffee Fellows jest obecnie reprezentowana przez 40 sklepów, głównie w południowych Niemczech, stanowi to optymalne uzupełnienie geograficzne.
W styczniu 2018 roku została otwarta dwusetna kawiarnia, a w kwietniu tego samego roku w Dortmundzie został otwarty pierwszy hotel.
W październiku 2019 w Mongolii zostają otwarte trzy kawiarnie i są to trzy pierwsze lokacje w Azji. W Malcie Coffee Fellows otwiera dwie lokalizacje w listopadzie 2022 roku, a w Stanach Zjednoczonych i Egipcie w czerwcu 2023.

## Lokalizacje
Obecnie (5 sierpnia 2024), Coffee Fellows posiada 269 kawiarni i 8 hoteli w 12 krajach.